# Laas Gaal

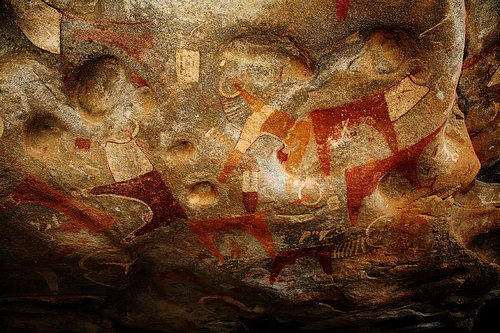
Arte rupestre nas cavernas de Laas Geel

Laas Gaal (ou Laas Geel) é um complexo de cavernas na Somália, onde podem ser encontrados exemplos de arte rupestre. As cavernas estão localizadas perto de Hargeisa, na região da Somalilândia. Elas contêm algumas das pinturas neolíticas mais antigas do Corno de África e da África em geral. Os nômades usavam a caverna como abrigo quando chovia e nunca prestaram muita atenção às pinturas. O local é agora guardado pela polícia local.
Em novembro e dezembro de 2002, uma pesquisa arqueológica foi organizada por uma equipe francesa na Somália. O complexo de cavernas foi descoberto durante os trabalhos. As pinturas estavam em um ótimo estado de conservação e mostram o que seria um cerimonial com vacas.
As pinturas são agora consideradas um tesouro nacional da Somália e ponto turístico do país.